# Peperomia mandioccana
Peperomia mandioccana är en pepparväxtart som beskrevs av Friedrich Anton Wilhelm Miquel. Peperomia mandioccana ingår i släktet peperomior, och familjen pepparväxter. Inga underarter finns listade i Catalogue of Life.